# Parque nacional Nuga Nuga
El Parque Nacional Nuga Nuga es un parque nacional en Queensland (Australia), ubicado a 515 km al noroeste de Brisbane, a 75 kilómetros al sur de Rolleston, en el área de Valle de Arcadia, frente a la Gran Barrera de Coral, donde favorece las poblaciones de aves salvajes. Durante parte del año, el Lago Nuga Nuga está cubierto de lirios acuáticos. El parque no ofrece facilidades para visitantes.